# Bleach
Bleach je manga koju je napisao i ilustrovao Taito Kubo. Objaljivala se u japanskom manga časopisu Weekly Shōnen Jump od 2001 do 2016. godine. Medijska franšiza zasnovana na mangi obuhvata animiranu televizijsku seriju koju je proizveo studio Pierrot, dve originalne video animacije, četiri animirana filma, deset rok mjuzikla kao i preko 20 video igara. Bleach je dobio Šogakukanovu nagradu za šonen mangu 2005. godine, i jedna je od najprodavanijih mangi, sa preko 120 miliona prodatih primeraka.
Bleach prati avanture momka po imenu Ičigo Kurosaki nakon što slučajno zadobije moć Šinigamija od Rukije Kučiki. U japanskoj kulturi Šinigami predstavlja personifikaciju smrti. Dobijanje ove moći primorava Ičiga da preuzme dužnost spasavanja ljudi od zlih duhova i sprovođenja preminulih duša u zagrobni život. Raniji delovi priče fokusiraju se na Ičiga i njegove prijatelje u okviru srednje škole, dok kasnije avanture imaju putovanja u druge oblasti postojanja, proširenu postavu likova, uključujući brojna moćna bića iz zagrobnog života, i više su bazirane na akciji.

## Zaplet
Ičigo Kurosaki je tinejdžer koji može da vidi duhove. Ova sposobnost mu omogućuje da upozna Rukiju Kučiki. Rukija je Šinigami čija dužnost da sprovodi duše preminulih iz Sveta živih u Društvo duša - zagrobni život - i da se bori protiv zlih duša koji napadaju kako žive ljude tako i normalne duše. Pošto biva ranjena braneći Ičiga od zlog duha, Rukija prenosi svoju duhovnu energiju Ičigu, kako bi se on borio umesto nje dok ona ne povrati snagu. Ičigo tako postaje privremeno Šinigami uz obavezu da nastavi borbu protiv zlih duša. Jedne večeri, Rukiju odvode natrag u Društvo duša gde je osuđuju na smrt zbog toga što je prekršila tamošnji zakon prenevši moći Šinigamija ljudskom biću. Kako bi je spasili, Ičigo zajedno sa svojim prijateljima Orihime Inoue, Jasutora Sadom i Urju Išidom, odlazi uz pomoć bivšeg Šinigamija Kiske Urahare, u Društvo duša. 
Po dolasku Ičiga i prijatelja u Društvo duša, kapetan 5. divizije Soske Ajzen biva ubijen od strane nepoznatog počinioca, ostavljajući svoje saborce u potpunom rasulu. U Društvu duša, Ičigo se bori sa mnogim Šinigamijima, uključujući najelitnije kao što su Rendži Abaraji, Kenpači Zaraki i Rukijin brat, Bjakuja Kučiki. Nakon spasavanja Rukije, ponovo se pojavljuje Soske Ajzen, koji priznaje da je lažirao svoju smrt i da je on organizovao pogubljenje Rukije - sve u cilju kako bi došao do moćnog artefakta Hogjokua, koji je bio sakriven u njenom telu. Ajzen zatim beži u svet zlih duhova pod imenom Hueko Mundo, a Ičigo se zajedno sa svojim prijateljima vraća u svet živih.
Dalji tok priče prati Ičigovu borbu da ovlada svojim duhovnim moćima kao i borbu ostalih Šinigamija protiv novih neprijatelja - Arankara, koje je stvorio Ajzen uz pomoć Hogjokua. Kasnije, Orihime kidnapuju Arankare, a Ičigo i njegovi prijatelji su ponovo krenuli u spasilačku misiju ali ovaj put u Hueko Mundo. Tamo, Ičigo uspeva da spasi Orihime i porazi dvojicu najelitnijih Arankara, Grimdžau Džegerdžeka i Ulkioru Šifera. S druge strane, Ajzen izvršava invaziju na grad Karakura sa ciljem da napravi Oken koji bi mu pomogao da sruši vladara Društva duša tzv. Kralja duša. Koristeći veoma moćnu tehniku, Ičigo uspeva da zaustavi Ajzena ali po ceni gubitka svojih moći Šinigamija.
Nakon 17 meseci od pobede nad Ajzenom, Ičigo ponovo vodi normalan život sve dok jednoga dana ne upozna misterioznog čoveka pod imenom Gindžo Kugo. Kugo je Fulbringer i član grupe Xcution koja želi da regrutuje Ičiga u svoje redove i vrati mu moći Šinigamija. Uvidevši stalnu opasnost koja preti njegovim prijateljima i članovima porodice, Ičigo prihvata poziv da trenira zajedno sa članovima Xcution-a. Vremenom situacija oko Ičiga postaje sve napetija, a Kugo koristi priliku da mu oduzme tek stečene moći i otkrije pravu nameru Xcution-a. Da bi se odužili Ičigu za sve što je uradio za Društvo duša, Šinigamiji mu ponovo vraćaju moći nakon čega on ubija Kuga.

## Istorija stvaranja
Početak stvaranja mange Bleach obeležila je želja Taita Kuba da nacrta Šinigamija u kimonu, pa je iz toga prvobitno stvoren lik Rukije Kučiki. Originalni koncept je dostavljen časopisu Weekly Shōnen Jump odmah nakon otkazivanja Kubove prethodne mange Zombiepowder., ali je odbijen. Tvorac mange „Zmajeva kugla” Akira Torijama je video priču i napisao pismo ohrabrenja Kubu. Bleach je onda prihvaćen nešto kasnije u 2001. i prvobitno je trebalo da bude kraća serija u maksimalnom trajanju od pet godina. Rani planovi u vezi priče nisu obuhvatali hijerarhijsku strukturu Društva duša ali jesu sadržali neke likove i elemente koji nisu bili ubačeni u priču sve do početka poglavlja o Arankarima. Serija je prvobitno trebalo da dobije ime „Black“ zbog crne boje odeće Šinigamija ali je Kubo smatrao da to ne bi bio zanimljiv naslov. Na kraju, Kubo je mangu nazvao Bleach kao asocijaciju na belu boju.

## Franšiza

### Manga
Mangu je napisao i ilustrovao Taito Kubo. Poglavlja su se u Japanu objavljivala u časopisu Weekly Shōnen Jump. Većina naziva poglavlja su napisana na engleskom jeziku uz dodatak katakane, koja ukazuje kako se naslov čita na japanskom jeziku. Ukupan broj objavljenih poglavlja i najviši redni broj poglavlja se ne slažu. To je zato što su neka poglavlja objavljena sa negativnim rednim brojem. Poglavlja sa negativnim rednim brojem sadrže zaplet koji prethodi glavnoj priči. Individualna poglavlja mange se sakupljaju u tankobon zbirke koje se objavljuju nekoliko puta godišnje. Svaka zbirka sadrži između 9 i 11 poglavlja zajedno sa dodatnim sadržajima kao što su skice i stihovi koji opisuju određeni lik koji je nacrtan na koricama. Prvi tom je objavljen 5. januara 2002, a poslednji, 74. tom, 4. novembra 2016. godine. Za desetogodišnjicu mange, Šueiša je objavila prvih 21 izdanja podeljenih u šest omnibus kolekcija pod imenom Resurrected Souls; a za 20. godišnjicu objavljena je jednokratna priča od 73 strane.

### Anime
Anime adaptacija mange emitovala se u Japanu na TV Tokyo od 5. oktobra 2004. do 27. marta 2012. godine Serija se sastoji od ukupno 366 epizoda i nju je režirao Norijuki Abe u produkciji studija Pierrot.
U Srbiji je od 3. marta 2009. anime Bleach emitovan titlovan na kanalu Happy TV.
Marta 2020. godine najavljeno je da će poslednji deo mange, poznat kao Hiljadugodišnji krvavi rat, biti adaptiran u anime od četiri sezone. Prva sezona, sačinjena od 13 epizoda, emitovala se od 11. oktobra do 27. decembra 2022. godine. Druga sezona se emitovala od 8. jula do 30. septembra 2023. godine. Treća sezona se emitovala od 5 oktobra do 28. decembra 2024. godine. Za dvadesetu godišnjicu anime serije, 5. oktobra 2024. godine je objavljen promocionalni video sa novom animacijom koji prikazuje borbe između Ičiga i njegovih protivnika. Četvrta sezona je najavljena. Četvrta sezona će početi sa emitovanjem 2026. godine.

### Film
Na osnovu anime serije, Norijuki Abe je režirao četiri animirana Bleach filma. Prvi film,  je objavljen 16. decembra 2006. u Japanu. Radnja filma je skoncentrisana oko kriminalnih aktivnosti grupe Šinigamija pod imenom „Dark Ones“. Drugo ostvarenje, Bleach: The DiamondDust Rebellion je prikazan 22. decembra 2007, a radnja filma se fokusira na kapetana 10. divizije Tošira Hicugaju. Treći film, Bleach: Fade to Black je pušten u bioskope 13. decembra 2008. Zaplet trećeg filma se fokusira na spasavanje Rukije Kučiki čija je sećanja izbrisao zli duh. Poslednji, četvrti film,  je objavljen 4. decembra 2010. Radnja četvrtog filma je smeštena u Paklu čiji su osuđenici oteli Ičigovu sestru Juzu.
U martu 2010, Warner Bros. je potvrdio da planira adaptaciju mange Bleach u igrani film. Izašao je 20. jula 2018. godine.

### Muzika
Muziku za anime seriju i filmove je komponovao poznati japanski producent i kompozitor Širo Sagisu.

### Video igre
Preko 20 video igara je objavljeno u okviru Bleach franšize. Prva video igra koja je puštena u prodaju jeste Bleach: Heat the Soul, i ona je debitovala 24. marta 2005. za Sony PlayStation Portable. Većina video igara jesu borilačkog karaktera, napravljena uglavnom za japansko tržište. Takođe, kompanija Sega je lokalizovala neke Bleach naslove za Severnu Ameriku i Evropu, konkretno za konzole Nintendo DS i Wii.

### Mjuzikl
je adaptiran u seriju rok mjuzikla u produkciji studija Pierrot i Nelke Planning. Do sada je izvedeno deset mjuzikla, od kojih pet prate priču koja se dešava u mangi, a ostalih pet sadrže originalan tekst i scenario. Premijera je održana 17. avgusta 2005. u Space Zero centru u Šindžjuku, Tokio. Mjuzikl je režirao Takuja Hiramicu, a tekst je adaptirao Naoši Okumura i muziku komponovao Šoiči Tama.

### Romani
Izdavačka kuća Šueiša je objavila nekoliko lajt romana koja dopunjuju priču iz mange. Tri romana, Taito Kubo je napisao u saradnji sa Makoto Macubarom, a druga dva romana je uradio zajedno sa Rjogom Naritom. Pored romana koji prate dešavanja u mangi, objavljena su i još četiri koji su bazirani na animiranim Bleach filmovima.

### Drugo
Taito Kubo je objavio dve umetničke knjige koje sadrže razne ilustracije kako iz mange tako i one originalne sa Bleach tematikom. Takođe je objavljeno i nekoliko knjiga koje pružaju rekapitulaciju prošlih poglavlja i detaljnije informacije o pojedinim likovima koji se pojavljuju u mangi.

## Recenzija
Samo u Japanu, zaključno sa 2013. godinom manga Bleach je prodata u više od 82 miliona primeraka, što je svrstava u top 20 najprodavanijih mangi svih vremena. Manga je dobila Šogakukanovu nagradu u kategoriji za šonen 2005. godine. Tokom 2008, manga je prodala ukupno 3.161.825 kopija i tako postala peta najprodavanija manga u Japanu.
U Severnoj Americi, prodaja je takođe bila visoka gde je svaki tom prodat u više od 1.2 miliona primeraka. U intervjuu iz 2010, potpredsednik prodaje i marketinga u Viz Mediji, Gonzalo Ferejra, je svrstao Bleach među šest naslova koji nastavlja da prevazilazi očekivanja uprkos teškoj situaciji na manga tržištu. Na sajmu stripa u Njujorku, engleska verzija mange je nominovana za američku anime nagradu u kategorijama „najbolja manga“ i „najbolja tema“ 2006. i 2007. godine.
Deb Aoki sa sajta About.com smatra da je Bleach jedna od najboljih kontinuiranih šonen mangi u 2007., posebno ističući njegovu „uverljivu priču prepunu sjajne akcije i kvalitetnih likova“. Ona je takođe uvrstila mangu u svoju listu „Top 10 šonen mangi koje se moraju pročitati“. Ilustracije i dizajn likova je takođe pozitivno ocenio urednik IGN-a A.E. Sparou. Kao odgovor na tvrdnju fanova da mangi „nedostaje priča“, Sparou se osvrnuo i na sposobnost serije da se izbori sa nekoliko zapleta istovremeno. Leroj Doreso iz ComicBookBin-a je pohvalio scene borbi uporedivši ih sa onim u popularnim filmskim ostvarenjima.

## Spoljašnje veze
- Zvanični sajt Архивирано на веб-сајту  (5. фебруар 2011) (језик: јапански)
- Odeljak o seriji na Pierotovom sajtu (језик: јапански)
- Odeljak o seriji na sajtu TV Tokija Архивирано на веб-сајту  (20. јул 2014) (језик: јапански)